# Trafic illicite de personnes
Ne doit pas être confondu avec Traite des êtres humains.

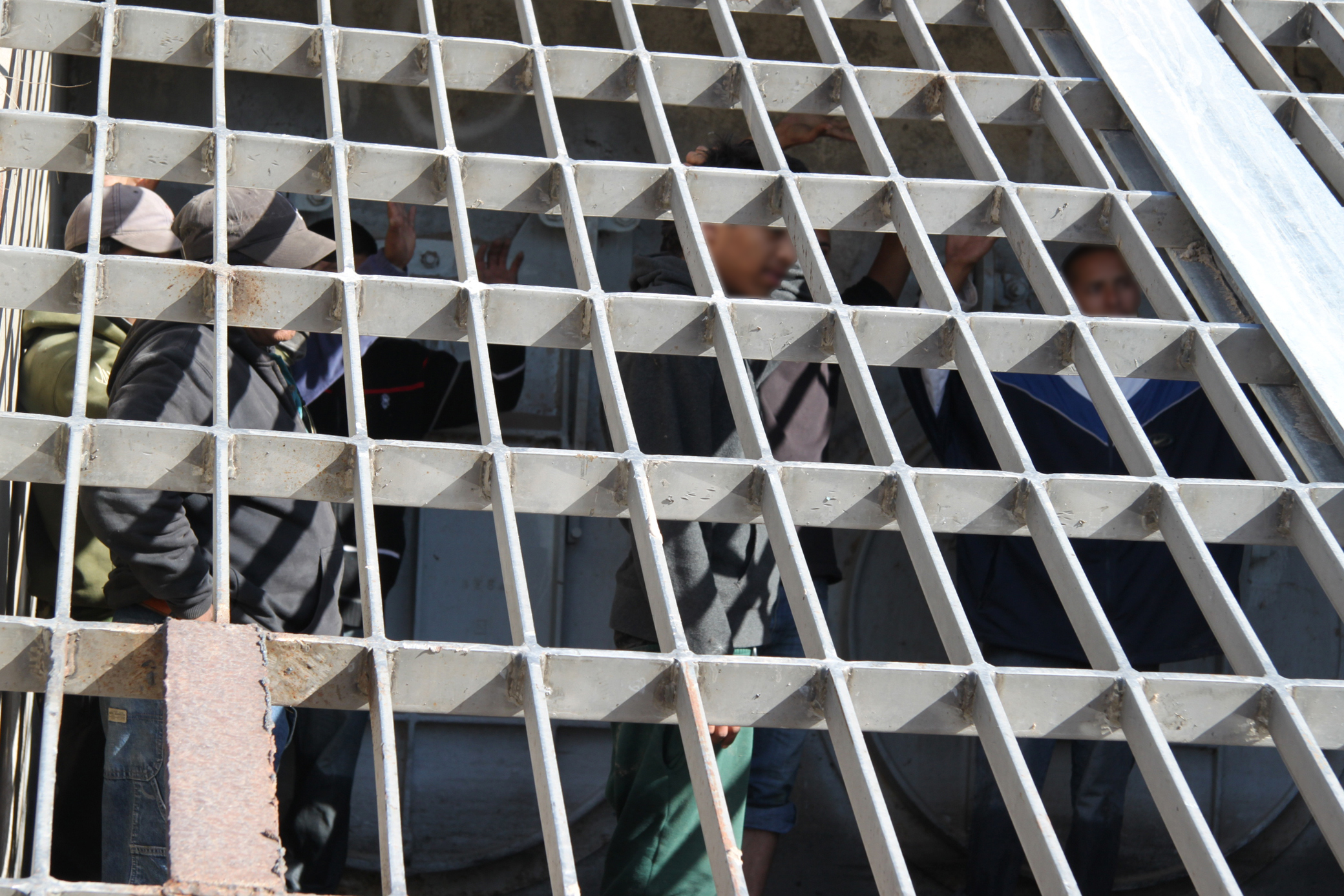
Cette photo représente un incident survenu en mars 2010 impliquant une tentative de trafic d'êtres humains de 10 personnes sans papiers en provenance du Mexique.

Le trafic illicite de personnes, souvent utilisé au sens de trafic illicite de migrants, « désigne le fait d'assurer, afin d'en tirer, directement ou indirectement, un avantage financier ou un autre avantage matériel, l'entrée illégale dans un État Partie d'une personne qui n'est ni un ressortissant ni un résident permanent de cet État » selon le Protocole contre le trafic illicite de migrants par terre, air et mer, complémentaire à la Convention des Nations Unies contre la criminalité transnationale organisée.
Contrairement à la traite des êtres humains, le trafic illicite de migrants se produit en général avec l'accord de la personne transportée.
Le trafic illicite de personnes représente dans les années 2010 une part importante de l'immigration illégale dans divers pays du monde.
D'après les statistiques du Haut Commissariat des Nations unies pour les réfugiés, près d'un million de personnes sont arrivées en Europe par la mer en 2015 et on recense plus de 2 900 migrants morts ou portés disparus. Le Projet Migrants Disparus de l'Organisation internationale pour les migrations relève, à l'échelle mondiale, 6 714 décès pendant des migrations en 2015 et 8 084 en 2016.

## Aperçu général
L'Office des Nations unies contre la drogue et le crime indique la définition suivante pour le trafic illicite de migrants : « une infraction consistant à aider une personne à passer illégalement une frontière ou à séjourner illégalement dans un pays afin d'en retirer un avantage financier ou matériel. Il est souvent le fait de réseaux criminels organisés qui le considèrent tout simplement comme une activité très lucrative à faible risque ».
En 2015, la guerre civile syrienne a provoqué un déplacement massif de personnes, qui ont recouru à des trafiquants illicites de migrants pour les aider à trouver refuge en Europe. Ce mouvement de population a aussi provoqué un nombre de déplacements — et de décès — sans précédent en mer Méditerranée. D'après les statistiques du Haut Commissariat des Nations unies pour les réfugiés, près d'un million de personnes sont arrivées en Europe par la mer en 2015 et on recense plus de 2 900 migrants morts ou portés disparus. Le Projet Migrants Disparus de l'Organisation internationale pour les migrations recense, à l'échelle mondiale, 6 714 décès pendant des migrations en 2015 et 8 084 en 2016.
En raison de la nature clandestine des migrations illégales, les informations sont fragmentaires et incomplètes; il est par conséquent difficile, voire impossible, de proposer des chiffres fiables. Néanmoins, en 2005, les estimations veulent que 350 000 migrants franchissent clandestinement la frontière des États-Unis avec le Mexique, et 800 000 autres entrent en Europe.
Pratiquement tous les pays du monde sont affectés par le trafic illicite de migrants, en tant que pays d'origine, de transit ou de destination. Même si les données fiables sont rares, des experts remarquent en 2014 que « selon les estimations actuelles, le nombre de migrants clandestins à l'échelle mondiale représente jusqu'à 30 millions de personnes, dont une part importante a probablement recours aux services de trafiquants à une étape ou une autre de leur trajet ».
Le trafic de migrants entre les États-Unis et le Mexique est en plein essor : en 2003, il représente plus de 5 milliards de dollars par an. De même, en Union Européenne, les bénéfices du trafic de personnes sont estimés à environ 4 milliards d'euros par an. Le trafic de personnes est une opération dangereuse, qui provoque souvent la mort des personnes transportées. En 2004, 464 décès sont recensés lors du passage de la frontière entre le Mexique et les États-Unis et chaque année, selon les estimations, 2 000 personnes se noient en Méditerranée sur le trajet depuis l'Afrique vers l'Europe.

### Estimation du coût des trafics
Les tarifs des trafiquants varient d'une destination à l'autre mais, dans l'ensemble, ils connaissent une forte augmentation au fil des ans. Pour traverser la frontière du Mexique et entrer aux États-Unis, les trafiquants peuvent réclamer jusqu'à 4 000 dollars, tandis que la traversée de l'Océan Atlantique, par exemple pour les migrants chinois vers les États-Unis, représente jusqu'à 75 000 dollars.
Les opérations de trafic illégal sont complexes, elles s'inscrivent dans des réseaux où interviennent de nombreux acteurs individuels. À mesure que se tissent les liens entre les opérations de trafic et ses infrastructures sous-jacentes, le problème devient plus complexe. Comme les acteurs majeurs et mineurs se trouvent sur l'ensemble de la planète, le trafic de migrants induit sur les sociétés des effets importants, en termes économiques et légaux ; or, les solutions à cette question font l'objet de débats et de développements permanents. Le trafic est décrit comme une véritable « quadrature du cercle » : difficile à définir, il ne cesse d'évoluer et il n'existe pas de solution évidente car les facteurs sous-jacents présentent, eux-mêmes, une forte résistance au changement - en l'espèce : l'existence même d'États, les inégalités criantes entre eux et l'intention claire chez certains d'entre eux de refouler les migrants. Comme chaque État vit avec des économies et des gouvernements différents, le problème ne peut être universellement résolu, ce qui entraîne des difficultés chez les organismes chargés d'appliquer les lois pour endiguer le trafic de migrants, car ils doivent s'adapter aux conditions qui prévalent dans des États différents.

## Différences entre le trafic et la traite de personnes
Contrairement à la traite des êtres humains, dans le trafic illicite de personnes, les clients et le trafiquant sont consentants : ils concluent un accord contractuel qui s'achève généralement quand le client parvient à la destination voulue. Toutefois, ces trafics peuvent donner lieu à des atteintes extrêmes aux Droits de l'homme car les migrants sont sujets aux menaces, aux abus, à l'exploitation, à la torture, au meurtre, aux mains des trafiquants. Les gens qui participent au trafic illégal peuvent eux-mêmes en être victimes, par exemple quand le contrat souscrit conduit à l'exploitation de leur travail dans l'opération.
Dans les années 1990, des efforts concertés sont menés, à l'échelle internationale, pour définir le trafic illicite de migrants et résoudre le problème. Cette volonté est née d'une recrudescence de l'immigration clandestine aux États-Unis et en Europe au cours des années 1980 et 1990. À cette fin, l'attention se focalise sur ceux qui aident la migration clandestine, plutôt que sur les migrants eux-mêmes. C'est dans ce cadre qu'est promulgué le Protocole contre le trafic illicite de migrants par terre, air et mer, cadre légal qui complète un instrument plus vaste : la Convention des Nations unies contre la criminalité transnationale organisée.
Le Protocole sur les migrants ne propose pas de cadre légal exhaustif. Il s'inscrit dans un vaste écosystème de droits d'obligations et de responsabilités, qui ne reposent pas seulement sur le Protocole et sur la Convention mais aussi sur le droit maritime, les droits de l'homme et les droits des réfugiés.
Il est important de distinguer le trafic illicite de migrants et la traite des êtres humains. Compte tenu de la complexité de ces deux champs, la différence entre ces deux pratiques n'est pas toujours facile à déterminer. Pour les repérer, il est nécessaire d'examiner avec soin les éléments qui séparent l'un de l'autre. En général, la traite des êtres humains consiste à transporter des personnes d'un lieu à un autre, soit contre leur gré, soit en usant d'artifices pour les duper. Dans le trafic illicite, en revanche, le trafiquant et son client passent un accord, il existe entre eux un contrat. Cette nuance est citée dans le protocole de Palerme, qui établit un distinguo selon que l'opération est contrainte ou consentie : que les personnes objet du trafic soient appelées des « victimes » ou bien des « survivantes », elles sont considérées comme ayant accepté de leur plein gré dans une opération de passage de frontières que les États concernés considèrent comme illégale. Cette dichotomie apparaît de façon particulièrement flagrante s'agissant des protections accordées à chaque groupe. Le Protocole sur la traite prévoit un cadre pour les personnes qui en sont victimes et leur garantit certaines protections, tandis que celui sur le trafic illicite comporte peu d'éléments relatifs à la protection des intéressés. Dans le détail, ci-dessous sont énoncées les trois principales différences entre la traite et le trafic illicite de migrants :
1. Le consentement : les victimes de traite sont celles qui ont subi des actes coercitifs, trompeurs ou abusifs de la part des trafiquants. Ces victimes n'ont jamais consenti à l'opération ou, si elles en ont accepté les conditions initiales, leur consentement devient nul à cause des actes infligés par les trafiquants après l'accord.
2. Exploitation : habituellement, la transaction de trafic se conclut, en même temps que la relation entre le trafiquant et son client, avec le versement d'argent et l'arrivée à destination. Dans le cas de la traite, au contraire, les victimes sont aspirées dans une spirale d'exploitation.
3. Sources des bénéfices : les principaux bénéfices issus du trafic proviennent du transport de la personne, ou de l'aide à son entrée illégale, ou à son séjour illégal, sur un autre territoire national, alors que dans la traite, les bénéfices sont issus de l'exploitation de la victime.

La reconnaissance des personnes faisant l'objet d'une traite humaine comme des « victimes », là où les migrants illégaux sont des « objets », représente la question centrale dans les législations sur le traitement réservé aux personnes trafiquées. Néanmoins, il convient de souligner qu'en réalité et dans la loi, les migrants illégaux peuvent aussi être des victimes — de vol, d'escroquerie, d'agression sexuelle, perte de leur liberté, voire de traite humaine.

## Application des lois et efforts pour décourager le trafic
Les efforts mondiaux pour juguler la croissance des migrations illégales résident principalement dans l'arrestation et le renvoi des migrants individuels. Peu d'efforts sont entrepris pour démanteler les organisations qui président au trafic de personnes. D'après l'Office des Nations unies contre les drogues et le crime, « résoudre le problème du trafic des migrants nécessite une politique complète et multifactorielle, qui commencerait par traiter les causes socio-économiques des migrations irrégulières afin de les prévenir, et qui s'achèverait avec les procès des délinquants qui participent à ce trafic ». En parallèle, des enquêtes scientifiques sur les effets contreproductifs des politiques sécuritaires montrent « de quelle manière les trafiquants, en tant qu'acteurs s'inscrivant dans les flux mondiaux des migrations, sont eux-mêmes le produit direct des politiques migratoires ».
D'autres propositions suggèrent qu'au lieu d'interdire ou de réprimer les trafiquants, mieux vaudrait leur opposer une concurrence moins chère. Michael Jandl de l'International Center for Migration Policy Development (think tank intergouvernemental siégeant à Vienne) conseille aux gouvernement de délivrer des visas temporaires sur les marchés favoris des trafiquants, à un prix qui défierait leurs tarifs. Selon ce programme, un tiers de la somme déboursée pour le visa reviendrait aux migrants au moment de leur départ et ceux qui n'ont enfreint aucune règle pourraient acquérir ensuite de nouveaux visas.